# Port lotniczy Huesca
Port lotniczy Huesca (hiszp. Aeropuerto de Huesca-Pirineos, kod IATA: HSK, kod ICAO: LEHC) – lotnisko znajdujące się 10 km na wschód od miasta Huesca w Hiszpanii pomiędzy miastami Alcalá del Obispo i Monflorite. Regularne loty odbywają się tu głównie w okresie zimowym, dzięki bliskiemu położeniu lotniska od Pirenejów. Przy lotnisku działa również prywatna szkoła kształcąca przyszłych pilotów.